# Filth Hounds of Hades
Filth Hounds of Hades ist das Debütalbum der New-Wave-of-British-Heavy-Metal-Band Tank. Es wurde 1982 veröffentlicht. Musikalisch ist es von Motörhead beeinflusst, textlich ist es vor allem von Kriegsthemen inspiriert.
Das Album schlug laut Manfred Kerschke „ein wie eine Bombe“, wohingegen alle späteren Alben im Schatten des Debüts standen, und enthält einige ihrer späteren Live-Klassiker.

## Entstehung
Nachdem die Band mit Motörhead auf Tournee gewesen war, hatte deren Gitarrist Fast Eddie Clarke ihre erste Single Don’t Walk Away produziert. Die Bands gingen danach erneut zusammen auf Tournee, wobei Lemmy Kilmister kaum einen ihrer Auftritte verpasste. Filth Hounds of Hades wurde ebenso wie die Single von Fast Eddie produziert. Als Toningenieur war Will Reid Dick und als Techniker Neil Hornby beteiligt.

## Titelliste
Alle Lieder wurden von Mark Brabbs, Peter Brabbs und Algy Ward geschrieben.
A-Seite
1. Shellshock – 3:10
2. Struck by Lightning – 3:10
3. Run Like Hell – 3:40
4. Blood, Guts & Beer – 3:42
5. T.W.D.A.MO – 5:32

B-Seite
1. Turn Your Head Around – 3:25
2. Heavy Artillery – 3:28
3. Who Needs Love Songs – 3:06
4. Filth Hounds of Hades – 3:56
5. (He Fell in Love with a) Stormtrooper – 5:17

Die ersten Pressungen enthielten außerdem eine Single mit dem Pink-Fairies-Cover The Snake und einer Live-Version von Don’t Walk Away.

## Musikstil und Texte
Tanks Musikstil ähnelt dem vom Motörhead, ist jedoch roher als dieser. Malc Macmillan beschrieb das Album als „typisch schroffe Angelegenheit“. Shellshock weist laut Eduardo Rivadavia von Allmusic eine ähnliche Mischung aus Intensität und Geschwindigkeit auf wie bei Motörhead, wohingegen Blood, Guts & Beer und (He Fell in Love with a) Stormtrooper eingängiger sind und T.W.D.A.MO blues-lastig ist. Die Texte handeln hauptsächlich von Krieg.

## Gestaltung
Das von Jo Mirowski gemalte LP-Cover zeigt den Hals und die drei Köpfe des Kerberos, der den Eingang zum Hades bewacht, vor dem Mond. Die Köpfe erinnern an die von Wölfen. Der mittlere Kopf sieht nach vorne, die anderen sind jeweils im Halbprofil zu sehen. Je nach Pressung sind die Hundeköpfe farbig, der Himmel hinter ihnen dunkelblau, der Mond und auf diese einstürzende Himmelskörper rot, oder schwarzweiß mit jeweils gelben Augen und gelbem Speichel, und ohne Details über die Umrisse der Köpfe und des Mondes hinaus. Der Band-Schriftzug und Titel sind bei allen Versionen gelb.
Für den Rest der Gestaltung war Brett Ewins zuständig. Auf der Rückseite sind die Titelliste und zusätzliche Informationen, drei Wölfe vor einem Nachthimmel sowie in der unteren rechten Ecke die Musiker zu sehen. Je nach Pressung sind die Titelliste, der Mond und Teile der Felslandschaft rot und die Musiker sowie die zusätzlichen Angaben orange eingefärbt, oder aber der Mond, die Wölfe und die Landschaft schwarz, die Titelliste und Musike gelb und der Himmel sowie die zusätzlichen Informationen weiß.

## Kritiken
Obwohl das Album laut Macmillan eine „typisch schroffe Angelegenheit“ war, waren die einzelnen Stücke ihm zufolge gewichtig und individuell genug. Er bezeichnete die Band als vielleicht „ein kleines bisschen von altem Kriegsunsinn besessen“.
Rivadavia bezeichnete Filth Hounds of Hades als „zerstörerisches“ und „wildes Debüt“, das Tanks bestes Album sei und in die Plattensammlung jedes ernsthaften 1980er-Jahre-Metal-Anhängers gehöre. Sein Kollege Ralph Heibutzki bezeichnete es als „eher rudimentäres Debüt“.